# Calycophyllum tefense
Calycophyllum tefense là một loài thực vật có hoa trong họ Thiến thảo. Loài này được J.H.Kirkbr. mô tả khoa học đầu tiên năm 1997.